# Selenops bocacanadensis
Espèce
Selenops bocacanadensis est une espèce d'araignées aranéomorphes de la famille des Selenopidae.

## Distribution
Cette espèce est endémique de la province de Pedernales en République dominicaine,.

## Description
La carapace de la femelle holotype mesure 5,25 mm de long sur 5,75 mm de large.

## Étymologie
Son nom d'espèce, composé de bocacanad[a] et du suffixe latin -ensis, « qui vit dans, qui habite », lui a été donné en référence au lieu de sa découverte, la Boca de la Cañada.

## Publication originale
- Crews, 2011 : A revision of the spider genus Selenops Latreille, 1819 (Arachnida, Araneae, Selenopidae) in North America, Central America and the Caribbean. ZooKeys, no 105, p. 1-182 (texte intégral).